# Francesco Caracciolo (ammiraglio)

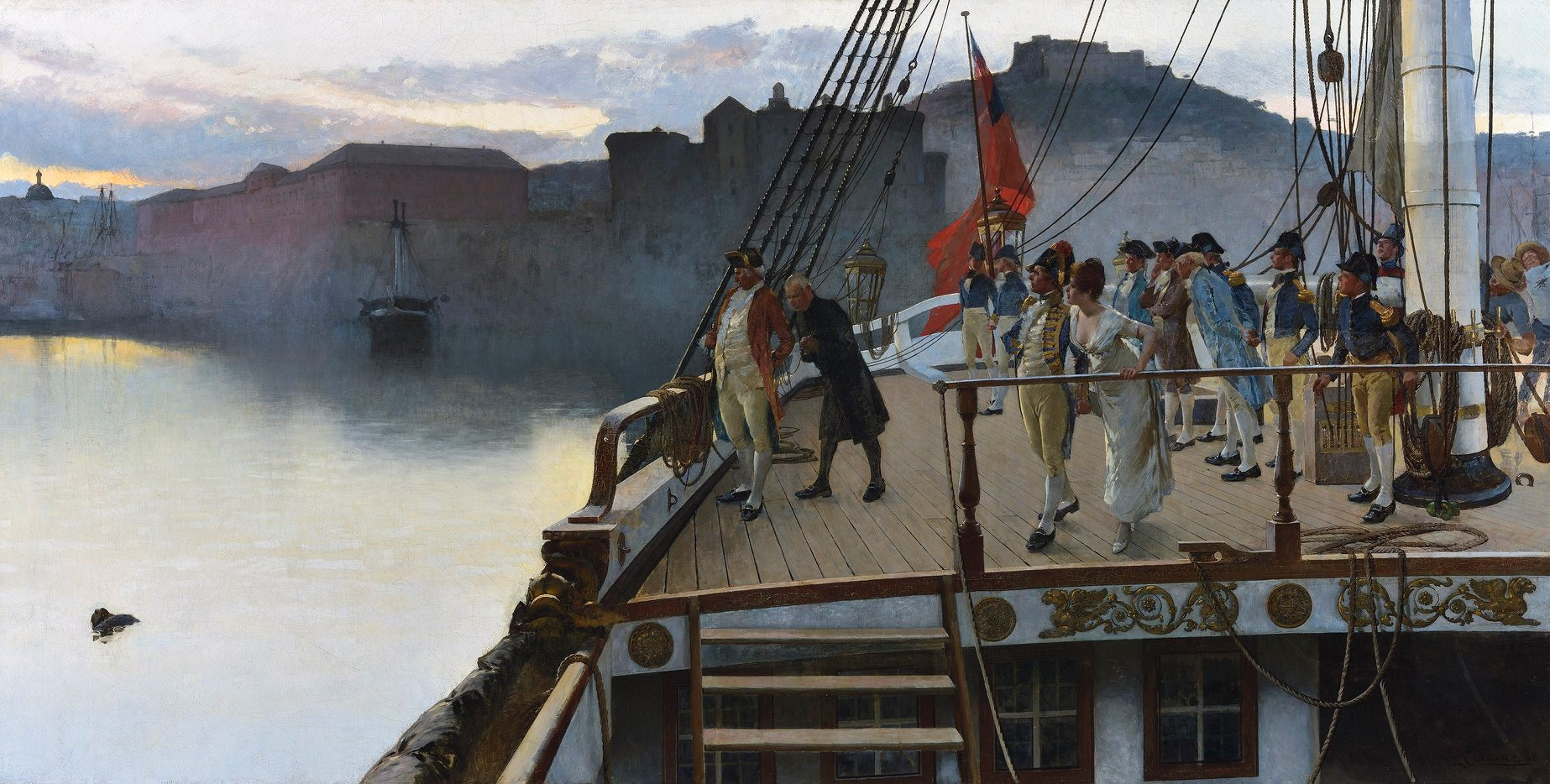
L'ammiraglio Francesco Caracciolo chiede cristiana sepoltura. Olio su tela opera di Ettore Cercone (1850-1896). Museo di San Martino

Francesco Caracciolo (Napoli, 18 gennaio 1752 – Napoli, 30 giugno 1799) è stato un ammiraglio italiano.

## Biografia
Nacque a Napoli il 18 gennaio 1752 da Michele dei Caracciolo di Brienza, creato duca da Carlo di Borbone.
Sin da giovanissimo fu avviato alla carriera marinara in quanto allievo della Real Accademia di Marina, rivelandosi ben presto, per le sue qualità umane e militari, valente ufficiale della Real Marina del Regno di Napoli.
Il potenziamento della marina in atto in quegli anni ad opera del nobile inglese John Acton giunto a Napoli al servizio del sovrano Ferdinando IV di Borbone, portò Caracciolo nei massimi ranghi della flotta, dopo un periodo di pratica sul vascello inglese HMS Marlborough.
Nel 1782 divenne tenente di vascello, mentre l'anno successivo era già capitano di fregata a combattere i pirati del Mar Mediterraneo, prendendo parte nel 1793 all'assedio di Tolone.
Il 14 marzo 1795, al comando della nave di linea da 74 cannoni Tancredi, fece parte della flotta anglo-napoletana, che agli ordini dell'ammiraglio William Hotham, combatté nella battaglia di Genova impedendo alla flotta francese rivoluzionaria di effettuare uno sbarco in Corsica. In quell'occasione fu assieme a Orazio Nelson, che al comando della nave di linea da 64 cannoni Agamennone ricevette il battesimo del fuoco attaccando e catturando la nave francese di classe superiore Ça Ira.
Nel dicembre del 1798 scortò con la sua fregata, la Sannita, il convoglio navale guidato dall'ammiraglio Nelson che trasportava re Ferdinando e la consorte Maria Carolina, in fuga verso Palermo per l'arrivo delle truppe francesi a Napoli. Pietro Colletta descrive come magnifica la sua navigazione, pur col medesimo mare in tempesta che invece tormentava l'andamento del vascello reale affidato al Nelson.
Nel 1799, autorizzato dal re, rientrò a Napoli, dove nel frattempo si era costituita la Repubblica Partenopea filofrancese, per attendere ai suoi affari personali, in una città in cui persino le classi aristocratiche sembravano infatuate dai nuovi ideali rivoluzionari portati dai francesi; egli stesso iniziò a simpatizzare per quelle idee.
Con l'approssimarsi della restaurazione borbonica a Napoli, Caracciolo combatté quindi contro la stessa flotta reale borbonica di ritorno a Napoli per scacciare i francesi, colpendo fra l'altro, nel corso degli scontri, la nave Minerva dell'ammiraglio borbonico Giuseppe de Thurn.
La sua successiva fuga lo portò a Calvizzano (Rione Case Nuove, oggi Via Carlo Levi), un tempo feudo della famiglia, dove però fu scoperto a causa del tradimento da parte di un servo e, il 29 giugno 1799, fu arrestato e condotto sulla nave di Nelson, il Foudroyant, per essere sottoposto ad un processo sommario. La condanna all'ergastolo che ne seguì fu mutata in condanna a morte per volere dello stesso Nelson ed eseguita il 30 giugno per impiccagione: il corpo dell'ammiraglio rimase appeso ad un pennone della Minerva e quindi gettato in mare. Alcuni giorni dopo il cadavere riemerse dalle acque malgrado il peso legato alle gambe, e apparve proprio mentre il superstizioso re Ferdinando, allora sotto custodia inglese, era in mare: il sovrano se lo vide "venire incontro" emergendo dal fianco in su; la salma fu così recuperata.
Le esequie di Caracciolo furono celebrate nella Chiesa di Santa Maria della Catena nella via di Santa Lucia, dove il corpo fu tumulato. Un epitaffio, posto dal municipio di Napoli nel 1881, ne ricorda la morte, fissata al 29 giugno 1799, procuratagli «dall'astio d'ingeneroso nemico»: Nelson infatti aveva mutato, di propria iniziativa, l'iniziale condanna alla prigionia in impiccagione immediata.
Massone, appartenne alla Loggia “Perfetta Unione” di Napoli, di obbedienza inglese.

## Titoli nobiliari
Duca di Brienza e Patrizio Napoletano dal 1797 al 1799.

## Onorificenze
Cavaliere dell'Ordine di Malta nel Priorato di Capua nel 1769.

## Riconoscimenti
La Regia Marina diede il nome dell'Ammiraglio Caracciolo ad una classe di corazzate dreadnought , armate con pezzi da 381 mm corazzate Classe Caracciolo. La classe avrebbe dovuto essere formata da 4 unità con la prima delle stesse intitolata al Caracciolo, ma i lavori per la costruzione delle navi, iniziati poco prima dell'ingresso dell'Italia nel primo conflitto mondiale, vennero interrotti durante la guerra e mai più ripresi.